# Coma Cercua
Coma Cercua és una coma del terme municipal de Conca de Dalt, a l'antic terme de Toralla i Serradell, al Pallars Jussà, en territori del poble de Rivert.
Està situada al nord-nord-oest de Rivert, al nord-est del Serrat dels Cinccamps i a ponent de la Coma Savina, amb la qual s'uneix a l'extrem meridional de totes dues. S'hi forma el barranc de Ruganyers.